# Красний Ключ (Мішкинський район)
Кра́сний Ключ (рос. Красный Ключ, башк. Красный Ключ) — присілок у складі Мішкинського району Башкортостану, Росія. Входить до складу Камеєвської сільської ради.
Населення — 3 особи (2010; 6 у 2002).
Національний склад:
- марійці — 83 %